# Технокапіталізм
Технокапіталізм — це зміни в капіталізмі, пов'язані з появою нових технологічних сегментів, владою корпорацій і новими формами організації. Технокапіталізм характеризується постійними інноваціями, глобальною конкуренцією, диджиталізацією інформації та комунікації, а також зростаючою важливістю цифрових мереж і платформ.

## Корпоративна влада та організація
Луїс Суарес-Вілья у своїй книзі «Технокапіталізм: Критичний погляд на технологічні інновації та корпоративізм» стверджує, що це нова версія капіталізму, яка породжує нові форми корпоративної організації, завданням яких є експлуатація нематеріальних активів, таких як творчість і нові знання. Нові організації, які він називає експериментальними, глибоко вкорінені в технологічні дослідження, на відміну від виробництва та надання послуг. Вони також певною мірою залежать від корпоративного привласнення результатів досліджень, як інтелектуальної власності.
Цю ідею також розвиває Суарес-Вілла у своїй книзі 2012 року «Глобалізація і технокапіталізм: Політична економія корпоративної влади та технологічного панування», в якій він пов'язує появу технокапіталізму з глобалізацією, а також зі зростанням влади технокапіталістичних корпорацій.
Автор розглядає нові форми накопичення, що включають нематеріальні активи, такі як творчість і нові знання, а також інтелектуальну власність та технологічну інфраструктуру, беручи до уваги запроваджені корпораціями нові відносини влади, які контролюють технокапіталізм, Цей погляд на глобалізацію та вплив технокапіталізму і його корпорацій також бере до уваги зростаюче значення нематеріальних активів у глобальному масштабі, нерівність між країнами, що знаходяться в авангарді технокапіталізму, і тими, що не входять до нього, зростаючу важливість потоків «відтоку мізків» між країнами, а також зростання того, що він називає техніко-військово-корпоративним комплексом, який швидко замінює старий військово-промисловий комплекс другої половини 20-го століття.
Ідея технокапіталізму є частиною способу мислення, яка пов'язує науку і технології з еволюцією капіталізму. В основі цієї ідеї еволюції капіталізму лежить те, що наука і технології не відокремлені від суспільства — або ж що вони існують у вакуумі, або в окремій реальності — поза межами соціальних дій і людських рішень. Наука і технології є частиною суспільства, і на них поширюються пріоритети капіталізму так само як і на будь-яку іншу людську діяльність. Видатні вчені початку 20-го століття, такі як Джон Бернал, стверджували, що наука має соціальну функцію і не може розглядатися окремо від суспільства. Інші вчені того часу, такі як Джон Холдейн, пов'язували науку з соціальною філософією і демонстрували, важливість критичних підходів до соціального аналізу для науки та для нашого розуміння потреби в науці. У наш час цей напрям думки заохотив таких філософів, як Ендрю Фінберг, прийняти та застосувати підхід критичної теорії до технологій і науки, надаючи багато важливих ідей про те, як науково-технічні рішення — і їхні результати — формуються суспільством, капіталізмом і його інституціями.
Термін «технокапіталізм» був використаний одним автором для позначення аспектів та ідей, які різко відрізняються від описаних вище. Дінеш Д'Соуза, пишучи про Кремнієву долину у своїй статті, використовував цей термін для опису корпоративного середовища та відносин з ризикованим капіталом в економіці місцевого значення, орієнтованій на високі технології. Його підхід до теми був співзвучний з підходом бізнес-журналів та літератури з корпоративного управління. У деяких газетних статтях цей термін також використовувався час від часу в дуже загальному сенсі для позначення важливості передових технологій в економіці.

## Форми технологічного капіталізму
Технологічний капіталізм може приймати різні форми, такі як фінансування на основі інтелектуальної власності, де патенти та зареєстрована інтелектуальна власність на нову технологію є інструментом побудови капіталізму, або борговий капітал, де нова та інноваційна технологія використовується як застава для забезпечення фінансування або відкуп, а також первинна пропозиція монет, такі як капітал блокчейну.
 